# Benoît Vaugrenard
Benoît Vaugrenard (Vannes, 5 de enero de 1982) es un ciclista francés que fue profesional desde 2003 hasta 2019. Formó parte del equipo profesional francés FDJ durante toda su carrera.

## Trayectoria deportiva
Era un destacado contrarrelojista. Muestra de ello fue la victoria en el Campeonato de Francia Contrarreloj de 2007. Estuvo toda su carrera deportiva ligado al equipo Française des Jeux. 
En diciembre de 2018 anunció que la temporada 2019 sería su última como profesional.

## Palmarés
2001 (como amateur)
- 1 etapa del Kreiz Breizh Elites

2007
- Campeonato de Francia Contrarreloj
- Polynormande

2008
- 1 etapa del Tour de Limousin
- Tour de Poitou-Charentes, más 1 etapa

2009
- Gran Premio de Isbergues

2010
- 1 etapa de la Vuelta al Algarve
- 1 etapa de los Cuatro Días de Dunkerque

## Resultados en Grandes Vueltas y Campeonatos del Mundo
| Carrera              | Carrera              | 2003 | 2004  | 2005  | 2006 | 2007 | 2008 | 2009  | 2010 | 2011 | 2012  | 2013 | 2014 | 2015  | 2016 | 2017  | 2018 | 2019 |
| -------------------- | -------------------- | ---- | ----- | ----- | ---- | ---- | ---- | ----- | ---- | ---- | ----- | ---- | ---- | ----- | ---- | ----- | ---- | ---- |
|                      | Giro de Italia       | —    | 135.º | —     | —    | —    | —    | —     | —    | —    | —     | —    | —    | —     | 91.º | 103.º | —    | —    |
|                      | Tour de Francia      | —    | —     | —     | 85.º | 83.º | 80.º | 142.º | 96.º | —    | —     | —    | —    | 113.º | —    | —     | —    | —    |
|                      | Vuelta a España      | —    | —     | 126.º | —    | —    | —    | —     | —    | —    | 136.º | —    | —    | —     | —    | —     | —    | —    |
| Mundial Contrarreloj | Mundial Contrarreloj | —    | —     | —     | 44.º | 34.º | —    | —     | —    | —    | —     | —    | —    | —     | —    | —     | —    | —    |

—: no participa

Ab.: abandono

## Equipos
- FDJ (2002-2019)
  - La Française des Jeux (2002)
  - FDJeux.com (2003)
  - Fdjeux.com (2004)
  - Française des Jeux (2005-2010)
  - FDJ (2010-2011)
  - FDJ-Big Mat (2012)
  - FDJ (2013-2018)
  - Groupama-FDJ (2018-2019)